# DAW Books
DAW Books este o editură americană de literatură fantastică și științifico-fantastică care a fost fondată de Donald A. Wollheim după plecarea sa de la Ace Books în 1971. Editura a pretins a fi prima editură care publică exclusiv literatură fantastică și științifico-fantastică. Prima carte publicată de editură a fost colecția de povestiri Spell of the Witch World a lui Andre Norton.
În anii 1970, editura a publicat numeriși autori premiați ca Marion Zimmer Bradley, Fritz Leiber, Edward Llewellyn, Jerry Pournelle, Roger Zelazny și mulți alții. În 1982, romanul lui C. J. Cherryh, Stația orbitală a lumii de jos (Downbelow Station) a fost prima carte DAW care a primit Premiul Hugo pentru cel mai bun roman.

## Autori publicați
- Ben Aaronovitch
- Saladin Ahmed
- Camille Bacon-Smith
- Bradley Beaulieu
- Marion Zimmer Bradley
- Kristen Britain
- C. J. Cherryh
- Julie Czerneda
- Emily Drake
- Kate Elliott
- Jane Fancher
- M. A. Foster
- C. S. Friedman
- Kathleen O'Neal Gear și W. Michael Gear
- David Gerrold
- ElizaBeth Gilligan
- Tracy Hickman
- Jim C. Hines
- Tanya Huff
- Katharine Kerr
- Gini Koch
- Mercedes Lackey
- Laura Lam
- Stephen Leigh
- Karen Lord
- Violette Malan
- John Marco
- Marshall Ryan Maresca
- Seanan McGuire
- R. M. Meluch
- Lisanne Norman
- Nnedi Okorafor
- Fiona Patton
- Melanie Rawn
- Mickey Zucker Reichert
- Laura Resnick
- Mike Resnick
- Jennifer Roberson
- Deborah J. Ross
- Patrick Rothfuss
- Diana Rowland
- Sean Russell (autor)
- Michelle Sagara/Michelle West
- Sherwood Smith
- John Steakley
- S. Andrew Swann
- Margaret Weis
- Tad Williams

## Cărți publicate (selecție)
- The 1972 Annual World's Best SF
- The 1973 Annual World's Best SF
- The 1974 Annual World's Best SF
- The 1975 Annual World's Best SF
- The 1976 Annual World's Best SF
- The 1977 Annual World's Best SF
- The 1978 Annual World's Best SF
- The 1979 Annual World's Best SF
- The 1980 Annual World's Best SF
- The 1981 Annual World's Best SF
- The 1982 Annual World's Best SF
- The 1983 Annual World's Best SF
- The 1984 Annual World's Best SF
- The 1985 Annual World's Best SF
- The 1986 Annual World's Best SF
- The 1987 Annual World's Best SF
- The 1988 Annual World's Best SF
- The 1989 Annual World's Best SF
- The 1990 Annual World's Best SF
- As the Green Star Rises de Lin Carter
- Ciclul Morgaine de  C. J. Cherryh
  - Gate of Ivrel (1976)
  - Well of Shiuan (1978)
  - Fires of Azeroth (1979)
  - Exile's Gate (1988)
- The Forest of Peldain de Barrington J. Bayley
- Gate of Ivrel de C. J. Cherryh
- The Grand Wheel de Barrington J. Bayley
- Hadon of Ancient Opar de Philip José Farmer
- The Other Log of Phileas Fogg de Philip José Farmer
- Isaac Asimov Presents The Great SF Stories 1 (1939) (1979)
- Isaac Asimov Presents The Great SF Stories 2 (1940)
- Isaac Asimov Presents The Great SF Stories 3 (1941)
- Isaac Asimov Presents The Great SF Stories 4 (1942)
- Isaac Asimov Presents The Great SF Stories 5 (1943)
- Isaac Asimov Presents The Great SF Stories 6 (1944)
- Isaac Asimov Presents The Great SF Stories 7 (1945)
- Isaac Asimov Presents The Great SF Stories 8 (1946)
- Isaac Asimov Presents The Great SF Stories 9 (1947)
- Isaac Asimov Presents The Great SF Stories 10 (1948)
- Isaac Asimov Presents The Great SF Stories 11 (1949)
- Isaac Asimov Presents The Great SF Stories 12 (1950)
- Isaac Asimov Presents The Great SF Stories 13 (1951)
- Isaac Asimov Presents The Great SF Stories 14 (1952)
- Isaac Asimov Presents The Great SF Stories 15 (1953)
- Isaac Asimov Presents The Great SF Stories 16 (1954)
- Isaac Asimov Presents The Great SF Stories 17 (1955)
- Isaac Asimov Presents The Great SF Stories 18 (1956)
- Isaac Asimov Presents The Great SF Stories 19 (1957)
- Isaac Asimov Presents The Great SF Stories 20 (1958)
- Isaac Asimov Presents The Great SF Stories 21 (1959)
- Isaac Asimov Presents The Great SF Stories 22 (1960)
- Isaac Asimov Presents The Great SF Stories 23 (1961)
- Isaac Asimov Presents The Great SF Stories 24 (1962)
- Isaac Asimov Presents The Great SF Stories 25 (1963) (1992)
- Sharra's Exile de Marion Zimmer Bradley

## Note

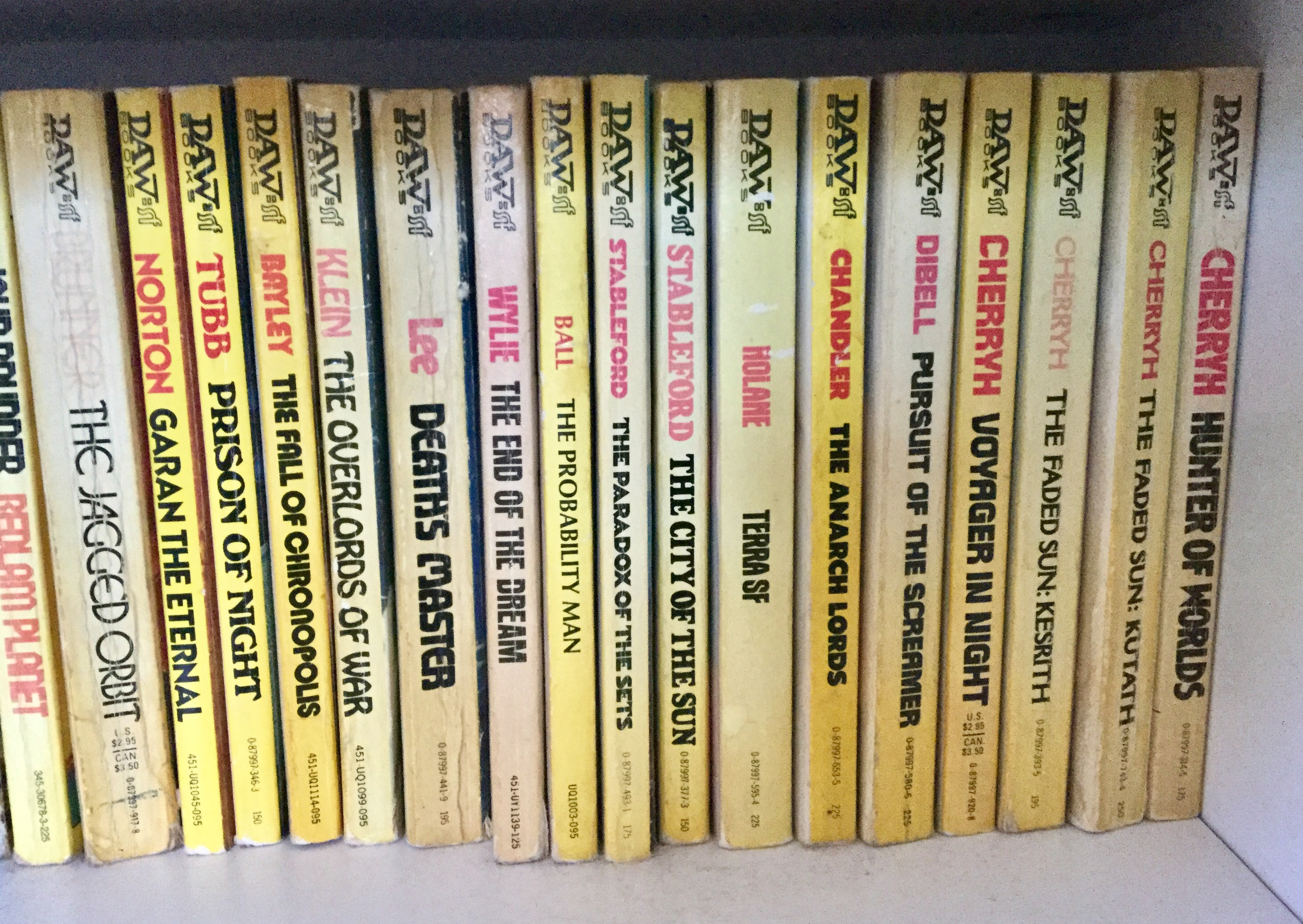
Raft cu cărți DAW Books

## Legături externe
- Official website Arhivat în 29 septembrie 2020, la Wayback Machine.
- Fan listing of DAW Books (first page) Arhivat în 7 iulie 2017, la Wayback Machine.
- Internet Speculative Fiction Database (ISFDB) listing of DAW Books

## Vezi și
- Listă de edituri de literatură științifico-fantastică
- Listă de edituri de literatură fantastică
- Categorie:Cărți DAW Books
- 1971 în științifico-fantastic